# Ornithoglossum undulatum
Ornithoglossum undulatum là một loài thực vật có hoa trong họ Colchicaceae. Loài này được Sweet miêu tả khoa học đầu tiên năm 1825.